# Il Regno de gli Slavi

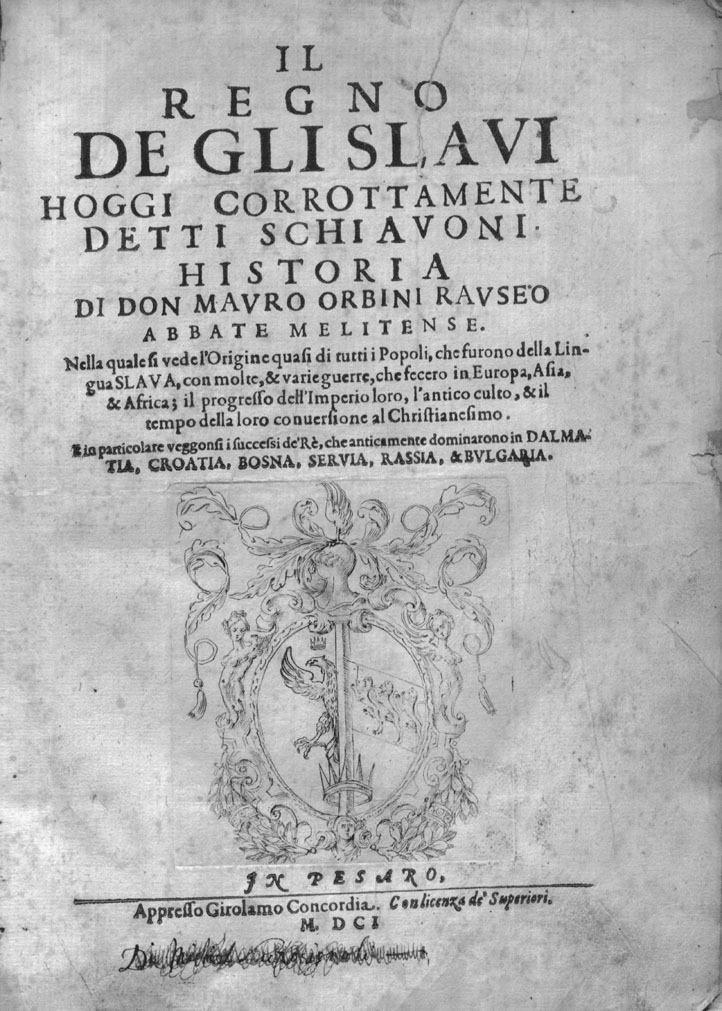
Il Regno de gli Slavi; Pesaro; 1601.

Il Regno de gli Slavi (titolo completo: Il Regno de gli Slavi hoggi corrottamente detti Schiavoni) è un trattato, pubblicato in italiano a Pesaro nel 1601, relativo alla storia dei popoli slavi. L'importanza dell'opera è associata al suo ruolo nella definizione del concetto di panslavismo. L'autore del libro è Mavro Orbini, un monaco benedettino di origine ragusana.
Il libro fu scritto nel contesto storico della Lunga Guerra, che vide un significativo peggioramento delle condizioni degli Slavi nell'Impero ottomano in seguito all'impiccagione di Michele Cantacuzino (il 3 marzo del 1578) e l'assassinio del Gran Visir Sokollu Mehmed Pascià (l'11 ottobre del 1579).
L'opera è scritta nello spirito umanista del tardo rinascimento. Essa fornisce un resoconto della storia degli Slavi, rappresentati idealmente come un'unica nazione. Nonostante le imprecisioni in essa contenute, l'opera ha comunque un notevole valore dal punto di vista storico.
È stata oggetto di diversi studi: significative sono l'edizione curata da Sima Ćirković e Peter Rehder (Monaco, Sagner, 1985) e quella del 1999, tradotta da Snježana Husić e commentata da Franjo Šanjek.
Il libro venne tradotto e pubblicato in Russia per ordine di Pietro il Grande immediatamente dopo la sua ascesa al trono nel 1721.